# 漏铅法
漏铅法是古代青铜铸造工艺的一种。漏铅法最早在1984年由李志伟先生在《楚史论丛》中的文章《曾侯乙编钟及尊、尊座铸造方法新探——兼论先秦青铜铸造工艺》中提出。

漏铅法的工艺流程分为:设制模范→复合组型→分部铸模→韧性整形→镶焊一体→雕花修饰→糊泥制范→漏铅浑铸这几道工序逐步完成。